# Aufidus tripars
Aufidus tripars är en insektsart som beskrevs av Walker 1870. Aufidus tripars ingår i släktet Aufidus och familjen spottstritar. Inga underarter finns listade i Catalogue of Life.